# ایوانوفکا
ایوانوفکا (به ترکی آذربایجانی: İvanovka، به روسی: Ивановка) یک منطقه مسکونی در جمهوری آذربایجان است که در شهرستان اسماعیل‌لی واقع شده‌است. ایوانوفکا ۳۳۰۳ نفر جمعیت دارد.